# Eunidia albovariegata
Eunidia albovariegata är en skalbaggsart som beskrevs av Stefan von Breuning 1960. Eunidia albovariegata ingår i släktet Eunidia och familjen långhorningar. Inga underarter finns listade i Catalogue of Life.